# Pierre David Bocherens
Pierre David Bocherens, né le 19 avril 1772 à Gryon et mort le 28 juin 1824 à Lausanne, est un avocat, un juge et une personnalité politique suisse.

## Biographie
De confession protestante, originaire de Gryon, Pierre David Bocherens est le fils de Pierre David Bocherens senior. Il épouse Isabelle Bruin. Avocat à Bex, il est juge suppléant au tribunal du canton du Léman en 1798, puis au tribunal d'appel de 1803 à 1809.Ses derniers descendants vivent toujours en Suisse, il s'agit entre autres de l'écrivain, historien et archéologue Christophe Bocherens et de son fils Octave Bocherens.

### Parcours politique
Pierre David Bocherens est député suppléant à l'Assemblée représentative provisoire du Pays de Vaud en 1798. Il est député au Grand Conseil vaudois de 1806 à 1814. Il est membre du Petit Conseil de 1809 à 1814, puis Conseiller d'État vaudois de 1814 à 1824,.